# Unspent transaction output
Unspent transaction output (UTXO) désigne, dans le domaine des cryptomonnaies, une sortie (output) d'une transaction blockchain qui n'a pas été utilisée comme entrée (input) dans une nouvelle transaction.
Le Bitcoin est l'exemple le plus célèbre de crypto-monnaie utilisant le modèle UTXO.